# Вишур (Вавожский район)
Вишур — деревня в Вавожском районе Удмуртии. Входит в состав Брызгаловского сельского поселения.

## География
Располагается на реке Седмурча в 23 км западнее Вавожа.

## Население
| 2010 | 2012 |
| ---- | ---- |
| 6    | ↘4   |

В 2008 году в деревне проживало 27 человек, однако по переписи 2010 года насчитывалось всего 6 жителей.

## Инфраструктура
Основная инфраструктура находится в селе Брызгалово в 3 км юго-западнее Вишура.